# پریستیمانتیس دورنگ
پریستیمانتیس دورنگ (نام علمی: Pristimantis bicolor) نام یک گونه از زیرراسته نوغوکان است.